# 淡黑鱨
淡黑鱨，為輻鰭魚綱鯰形目鱨科的其中一種，為熱帶淡水魚類，被IUCN列為易危保育類動物，分布於非洲剛果河下游流域，體長可達21公分，棲息在溪底層水域，生活習性不明。